# نادي الدوار
نادي الدوار الرياضي هو فريق كرة قدم عراقي مقره في محافظة الأنبار يلعب في الدوري العراقي الدرجة الثانية.
تاسس عام 2023.

## انظر ايضاً
- نادي سهل نينوى